# Marras (cognome)
Marras è un cognome di lingua sarda.

## Varianti
Il cognome non presenta varianti.

## Origine e diffusione
Il cognome è tipicamente sardo.
Potrebbe avere un'origine comune al cognome italiano Marra e risultare quindi sua variante.

## Persone
- Antonio Marras – stilista e costumista italiano
- Giorgio Marras – ex velocista italiano
- Giovanni Marras – politico italiano